# Problepsis appollinaria
Problepsis appollinaria är en fjärilsart som beskrevs av Swinhoe 1900. Problepsis appollinaria ingår i släktet Problepsis och familjen mätare. Inga underarter finns listade i Catalogue of Life.